# Resolutie 1438 Veiligheidsraad Verenigde Naties
Resolutie 1438 van de Veiligheidsraad van de Verenigde Naties werd unaniem door de VN-Veiligheidsraad aangenomen op 14 oktober 2002.

## Achtergrond
Op 12 oktober 2002 werden vrijwel gelijktijdig drie bomaanslagen gepleegd op het Indonesische eiland Bali. Enkel bij de eerste twee bommen — de eerste in een nachtclub en de tweede een autobom — kwamen 202 mensen om het leven. Driekwart onder hen waren buitenlandse toeristen, waaronder vooral veel Australiërs.

## Inhoud
De Veiligheidsraad:
- Bevestigt de doelstellingen van het Handvest van de Verenigde Naties en haar relevante resoluties, waarvan resolutie 1373 in het bijzonder.
- Bevestigt dat bedreigingen van de internationale vrede en veiligheid door terreurdaden met alle mogelijke middelen moeten worden bestreden.

1. Veroordeelt de bomaanslagen op Bali op 12 oktober, waarbij vele doden vielen, en recente aanslagen in andere landen.
2. Condoleert de overheid en het volk van Indonesië en de slachtoffers en hun families.
3. Vraagt alle landen Indonesië te steunen om de daders voor de rechter te brengen.
4. Is vastberaden alle vormen van terrorisme te bestrijden.

## Verwante resoluties
- Resolutie 1373 Veiligheidsraad Verenigde Naties (2001)
- Resolutie 1377 Veiligheidsraad Verenigde Naties (2001)
- Resolutie 1440 Veiligheidsraad Verenigde Naties
- Resolutie 1450 Veiligheidsraad Verenigde Naties

Lijst ·  1387 ·  1388 ·  1389 ·  1390 ·  1391 ·  1392 ·  1393 ·  1394 ·  1395 ·  1396 ·  1397 ·  1398 ·  1399 ·  1400 ·  1401 ·  1402 ·  1403 ·  1404 ·  1405 ·  1406 ·  1407 ·  1408 ·  1409 ·  1410 ·  1411 ·  1412 ·  1413 ·  1414 ·  1415 ·  1416 ·  1417 ·  1418 ·  1419 ·  1420 ·  1421 ·  1422 ·  1423 ·  1424 ·  1425 ·  1426 ·  1427 ·  1428 ·  1429 ·  1430 ·  1431 ·  1432 ·  1433 ·  1434 ·  1435 ·  1436 ·  1437 ·  1438 ·  1439 ·  1440 ·  1441 ·  1442 ·  1443 ·  1444 ·  1445 ·  1446 ·  1447 ·  1448 ·  1449 ·  1450 ·  1451 ·  1452 ·  1453 ·  1454